# Проклятие размерности
Проклятие размерности (ПР) — термин, используемый в отношении ряда свойств многомерных пространств и комбинаторных задач. В первую очередь это свойство касается экспоненциального роста необходимых экспериментальных данных в зависимости от размерности пространства при решении задач вероятностно-статистического распознавания образов, машинного обучения, классификации и дискриминантного анализа. Также оно касается экспоненциального роста числа вариантов в комбинаторных задачах в зависимости от размера исходных данных, что приводит к соответствующему росту сложности переборных алгоритмов. «Проклятие» действует и на непрерывные оптимизационные методы в силу усложнения многомерной целевой функции. В более широком смысле термин применяется по отношению ко всем «неудобным» или необычным свойствам многомерных пространств и к трудностям их исследования. В комбинаторике чаще имеют в виду не размерность пространства, а размер исходных данных. В частности, в задачах теории Рамсея было бы точнее говорить о "проклятии размера" исходных данных даже в случае задач минимальной размерности — числа параметров, определяющих задачу. Впервые термин ввел Ричард Беллман применительно к общей задаче динамического программирования. Это выражение продолжает употребляться в работах по технической кибернетике, машинному обучению и анализу сложных систем, в том числе, в заголовках научных статей.

## Типичные примеры
- Допустим, нам надо восстановить вероятностное распределение простейшей бинарной случайной величины, и с точностью, достаточной для поставленных целей, это можно сделать по выборке из {\displaystyle 200=2\cdot 100} измерений или наблюдений. Тогда для восстановления вероятностного распределения вектора из {\displaystyle 10} бинарных случайных величин с той же точностью потребуется выборка из {\displaystyle 2^{10}\cdot 100>10^{5}} измерений, что часто оказывается неприемлемым по материальным затратам или времени. А {\displaystyle 100}-мерный вектор бинарных величин имеет {\displaystyle 2^{100}>10^{30}} возможных значений и попытки прямолинейного восстановления его распределения по экспериментальной выборке бесперспективны.
- В комбинаторике перебор {\displaystyle 2^{100}} вариантов на современных компьютерах также невозможен. Поэтому точные решения для NP-трудных и более сложных задач путём перебора можно искать только в случае, когда размер исходных данных исчисляется несколькими десятками вершин графа, требований, приборов и т. п. То, что некоторые игры с полной информацией, например шахматы, по сей день представляют интерес, есть следствие ПР.

## В задачах распознавания
В задачах вероятностного распознавания существуют две ситуации, в которых можно преодолеть проклятие размерности с помощью общих подходов.
1. Возможна ситуация, когда распределение вектора взаимозависимых случайных величин сосредоточено в подпространстве меньшей размерности, то есть вектор может быть хорошо приближен линейной функцией меньшего числа переменных. В этом случае метод главных компонент позволяет снизить размерность. Далее поставленные задачи распознавания (дискриминации) могут решаться уже в пространстве малой размерности.
2. Возможна ситуация, когда случайные величины исследуемых векторов независимы или, что более реально, слабо взаимозависимы. В этом случае можно восстановить одномерные распределения случайных величин и построить многомерные распределения как их произведения. Далее, используя ту же обучающую выборку в режиме скользящего экзамена можно восстановить одномерное распределение отношения функций правдоподобия дифференцируемых классов, что устраняет смещения, связанные с взаимозависимостью в решающем правиле.

Обычно для анализа многомерных данных предлагают использовать метрический метод ближайшего соседа
.
Достоинство метода состоит в том, что формально он может применяться к выборкам любого объёма независимо от размерности векторов. Но принципиально прикладная проблема ПР состоит в том, что в ограниченной выборке данных недостаточно информации об объекте, описываемом большим числом значимых параметров. И если это описание является действительно сложным и многомерным, а для решения задачи требуется анализ всего комплекса параметров, то проблема оказывается трудной и не решается общими методами.

## Задачи оптимизации
В задачах оптимизации также существуют методы, облегчающие решение задач большой размерности.
- В дискретных переборных задачах оптимизации время работы алгоритмов можно сократить с помощью метода ветвей и границ и приближённых эвристических алгоритмов (смотри Приближенная схема полиномиального времени).
- В оптимизационном методе градиентного спуска для некоторых целевых функций многих переменных существенно повышает эффективность метод оврагов.[6]

Все указанные методы борьбы не решают проблему ПР кардинально и эффективны только в частных случаях.

## В теории Рамсея
Хотя задачи теории Рамсея обычно допускают многомерные обобщения, они являются трудными даже при минимальных размерностях и небольших размерах исходных данных.
- В частности неизвестно число Рамсея R(5,5) − минимальный размер группы людей, в которой обязательно найдётся группа из 5 человек либо попарно знакомых, либо попарно незнакомых друг с другом. Пал Эрдёш заметил, что в случае крайней необходимости человечество могло бы решить эту задачу, сосредоточив на ней лучшие умы и вычислительные мощности. Но определение числа R(6,6) современному человечеству не под силу[7].
- Гипотеза Секереша — Эрдёша о многоугольниках, которая одновременно является задачей комбинаторной геометрии и задачей теории Рамсея, также не доказана по сей день даже в исходной двумерной постановке задачи.

## В комбинаторной геометрии
В комбинаторной геометрии есть несколько трудных собственно математических задач, непосредственно связанных с размерностью пространства.
- Наиболее ярким примером является проблема Нелсона — Эрдёша — Хадвигера о хроматическом числе метрических пространств. На сегодняшний день (2013 г.) это число не известно даже для евклидова пространства размерности 2. Известно только, что хроматическое число плоскости находится в отрезке [5,7][8]. С другой стороны для этой задачи удалось доказать экспоненциальный порядок роста хроматического числа при больших размерностях пространства.
- Другой трудной задачей является проблема Борсука. Гипотеза Борсука на сегодняшний день доказана для пространств размерности не больше 3 и опровергнута для пространств размерности не менее 65. Таким образом, вопрос остаётся нерешённым для большого отрезка размерностей пространств. В этой задаче не доказан даже предполагаемый экспоненциальный рост необходимого числа частей разбиения.

## Некоторые «необычные» свойства многомерных пространств
- Нетрудно убедиться, что, если задать любое положительное {\displaystyle \varepsilon }, то доля объёма многомерного куба или шара в {\displaystyle \varepsilon }-окрестности границы стремится к 1 при неограниченном увеличении размерности. Таким образом, в многомерных телах большая часть объёма находится «рядом» с границей. Поэтому точки даже больших экспериментальных выборок, как правило, являются граничными — лежат либо на выпуклой оболочке множества, либо близко от неё.
- Согласно ЦПТ, вероятность, что два случайных вектора будут нормальны, в пределах любой наперёд заданной положительной ошибки, стремится к 1 с ростом размерности пространства.